# Bogusław Nowicki
Pour les articles homonymes, voir Nowicki.
Bogusław Nowicki est un juriste et auteur-compositeur-interprète polonais, auteur de plusieurs centaines de chansons, qu'il définit comme des « chansons à texte » („piosenki z tekstem”), titre qu'il a retenu pour ses émissions de radio.

## Biographie
Né le 19 avril 1951 à Elbląg, il a fait des études à la Faculté de droit de l'Université Nicolas Copernic de Toruń avant de consacrer sa vie professionnelle à l'écriture (comme journaliste, parolier et écrivain) et à la musique, engagé dans la dénonciation de la réalité socialiste en déclin qu'il se plaisait à ridiculiser par son approche satirique.
Il a remporté plusieurs prix lors de festivals de musique (notamment au festival de chanson estudiantine de Cracovie en 1975 et au festival national de la chanson polonaise d'Opole (KFPP) malgré des escarmouches constante avec les censeurs. En 1983, il rejoint le 3e programme de la radio polonaise (Trójka) et commence à monter ses propres spectacles et à publier des articles de critique théâtrale et musicale. Il est en même temps un des créateurs de la télévision locale par câble de Kielce où il réalise des émissions de cabaret et de divertissement, auxquelles il participe.

## Responsabilités professionnelles et associatives
Il a été de 2004 à 2008 président de l'Union des auteurs et compositeurs polonais (Związek Polskich Autorów i Kompozytorów ZAKR) et actuellement président de section à l'association ZAiKS (ex Związek Autorów i Kompozytorów Scenicznych), équivalent de la SACEM française,

## Engagement politique
En 2010, après avoir soutenu la candidature de Jarosław Kaczyński à l'élection présidentielle polonaise de 2010 il prend ses distances avec le parti de celui-ci (PiS) et participe à la création du parti dissident Polska Jest Najważniejsza (La Pologne est le plus important).

## Discographie
- Ballady, 1995[7]
- Oceany, 1999[7]
- Wszystkiego nie przełkniesz ou Comme dit le grand philosophe français Jean Sélavi..., 2003[7]
- Żeglarskie nastroje, 2004[7]
- avec Dorota Lanton Jak balsam, 2008
- Optymizmu gram, 2009[7]

Disques édité sous le label artBONO.